# Spokane
Spokane (udtales [spoʊˈkæn]) er en by i den østlige del af delstaten Washington i det nordvestlige USA. Spokane har 228.989 (2020) indbyggere, og er dermed den næststørste by i staten Washington. Den ligger tæt ved grænsen til delstaten Idaho og er hovedsæde for Spokane County.
Byen er opkaldt efter indianerstammen Spokane, der levede i området. Den blev grundlagt i 1871 og officielt anerkendt som en by i 1881 af den daværende guvernør for delstaten Washington, William Augustus Newell (1817-1901). I 1881 blev Northern Pacific Railway bygget færdigt, hvilket medførte en stor tilstrømning af indbyggere til området.